# Adam Weisweiler
Pour les articles homonymes, voir Weisweiller.

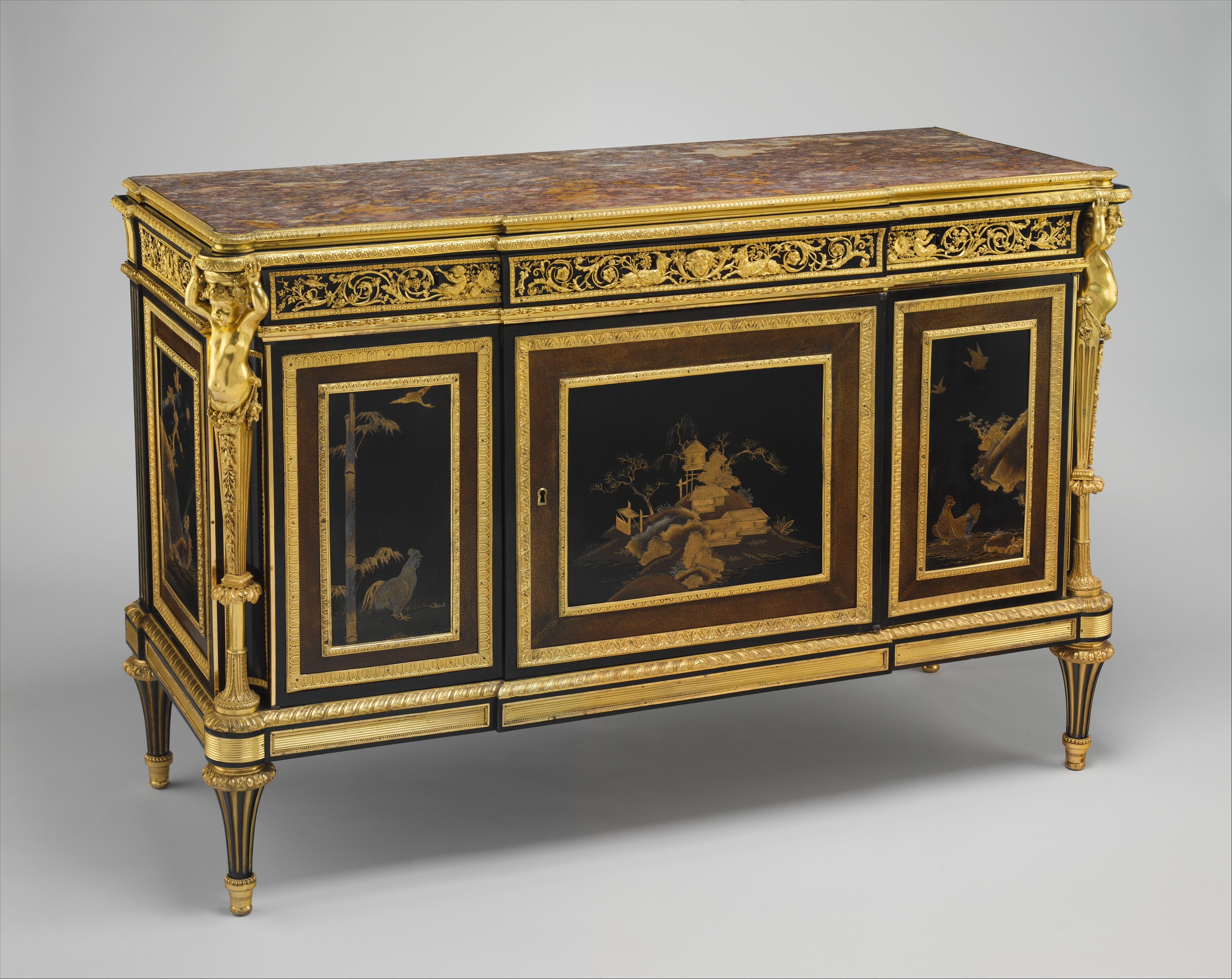
Commode à vantaux en placage d'ébène et d'acajou, orné de panneaux en laque du Japon. Cadeau de Louis XVI à la Reine Marie Caroline de Naples, sœur de Marie Antoinette. Vers 1790, collection Wrightsman, New-York, Metropolitan Museum.
Partie d'un ensemble avec une paire de cabinets aussi au MET.

Adam Weisweiler (né à Korschenbroich le 28 octobre 1746 et mort à Paris le 15 juin 1820) était un maître ébéniste franco-allemand.

## Biographie
Adam Weisweiler naît à Korschenbroich en 1746 (seigneurie de Myllendonk). Travaillant notamment pour les marchands merciers Dominique Daguerre (en) et pour la maison Lignereux, il devint le fournisseur de la Cour de France, de Marie-Caroline d'Autriche, reine consort de Naples, de Maria Feodorovna, belle-fille de Catherine II, ainsi que de la haute aristocratie française ou anglaise. Il travailla également sous l'Empire. Il mourut à Paris en 1820.
La production de Weisweiler est particulièrement abondante. Son style illustre parfaitement le style « pompéien ». Il affectionne les plaques de porcelaines (Sèvres et Wedgwood) que lui fournissent le marchand Daguerre. Il exécute peu de marqueterie, si ce n’est quelques rares meubles dans le goût de Boulle, pour répondre à des commandes.  

## Quelques œuvres

### France
- Grande commode en acajou, achetée au marchand DAGUERRE pour le Roi à Saint-Cloud, vers 1788, Château de Compiègne.
- Bonheur-du-jour en citronnier et amarante, Paris, Musée Cognacq-Jay.
- Table à écrire en placage d'ébène et laque du Japon, bronzes attribués à Gouthière, 1784, Paris, Musée du Louvre[3].

### Angleterre
- Meuble à hauteur d'appui en ébène, marqueterie Boulle en contrepartie de bronze, vers 1780-90, Londres, Victoria & Albert Museum[4].

### États-Unis
- Commode à vantaux en placage d'ébène et d'acajou, orné de panneaux en laque du Japon. Cadeau de Louis XVI à la Reine Marie Caroline de Naples, sœur de Marie Antoinette. Vers 1790, collection Wrightsman, New-York, Metropolitan Museum (photo)[1].

## Cote
- Une commode estampillée "Carlin et Weisweiler" rehaussée de plaques en pierre dure originaires d'un cabinet florentin, s'est vendue en 1999 à Monaco pour la somme de 7,01 millions d'euros. Elle a appartenu aux collections Rothschild, puis Akram Ojjeh.
- En avril 2011, un secrétaire en cabinet à plaques en porcelaines de Sèvres et bronze doré, estampillé A. Weisweiler, provenant de l’ancienne collection Gustave de Rothschild, a été vendu 1,4 M € par Sotheby's - Paris.